# Série de championnat de la Ligue nationale de baseball 2000
La Série de championnat de la Ligue nationale de baseball 2000 était la série finale de la Ligue nationale de baseball, dont l'issue a déterminé le représentant de cette ligue à la Série mondiale 2000, la grande finale des Ligues majeures.
Cette série quatre de sept débute le mercredi 11 octobre 2000 et se termine le lundi 16 octobre par une victoire des Mets de New York, quatre victoires à une sur les Cardinals de Saint-Louis. 

## Équipes en présence

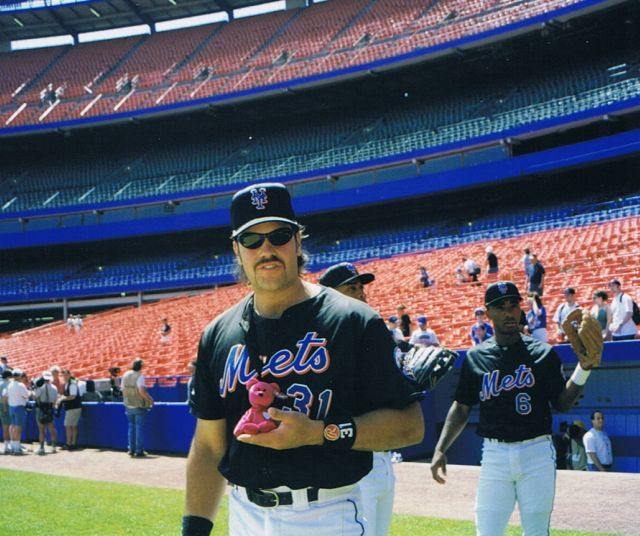
Mike Piazza frappe deux coups de circuit pour les Mets en Série de championnat 2000.

Les Cardinals de Saint-Louis remportent en 2000 le championnat de la division Centrale avec 95 victoires contre 67 défaites et une confortable avance de 10 parties sur leurs plus proches poursuivants, les Reds de Cincinnati. Ils sont opposés au premier tour éliminatoire aux Braves d'Atlanta, champions dans l'Est avec une fiche victoires-défaites identique en saison régulière. Les Cardinals balaient les Braves en trois parties consécutives en Série de divisions, privant Atlanta d'une neuvième présence d'affilée en Série de championnat de la Ligue nationale. Saint-Louis accède au second tour éliminatoire pour la première fois depuis 1996.
Pour la deuxième année de suite, les Mets de New York se qualifient pour les séries éliminatoires comme meilleurs deuxièmes dans la Ligue nationale. Avec 94 victoires et 68 défaites en saison régulière, ils ne concèdent que par une partie le championnat de la division Est aux Braves d'Atlanta, l'équipe qui avait mis fin à leur parcours vers la Série mondiale en Série de championnat l'automne précédent. Le club new-yorkais est opposé en première ronde éliminatoire à l'équipe ayant affiché le meilleur dossier du baseball majeur (97-65) en 2000, les Giants de San Francisco. Les Mets éliminent les champions de la division Ouest trois victoires à une.

## Déroulement de la série

### Calendrier des rencontres
| Match | Date       | Visiteur                 | Hôte                     | Score  |
| ----- | ---------- | ------------------------ | ------------------------ | ------ |
| 1     | 11 octobre | Mets de New York         | Cardinals de Saint-Louis | 6 - 2  |
| 2     | 12 octobre | Mets de New York         | Cardinals de Saint-Louis | 6 - 5  |
| 3     | 14 octobre | Cardinals de Saint-Louis | Mets de New York         | 8 - 2  |
| 4     | 15 octobre | Cardinals de Saint-Louis | Mets de New York         | 6 - 10 |
| 5     | 16 octobre | Cardinals de Saint-Louis | Mets de New York         | 0 - 7  |

### Match 1
Mercredi 11 octobre 2000 au Busch Memorial Stadium, Saint-Louis, Missouri.
| Mets de New York | 2 | 0 | 0 | 0 | 1 | 0 | 0 | 0 | 3 | 6 | 8 | 3 |
| Cardinals de Saint-Louis | 0 | 0 | 0 | 0 | 0 | 0 | 0 | 0 | 2 | 2 | 9 | 0 |
| Lanceurs partants : NYM : Mike Hampton STL : Darryl Kile Vic. : Mike Hampton (1-0) Déf. : Darryl Kile (0-1) HRs : NYM : Todd Zeile (1), Jay Payton (1) |   |   |   |   |   |   |   |   |   |   |   |   |

### Match 2
Jeudi 12 octobre 2000 au Busch Memorial Stadium, Saint-Louis, Missouri.
| Mets de New York | 2 | 0 | 1 | 0 | 0 | 0 | 0 | 2 | 1 | 6 | 9  | 0 |
| Cardinals de Saint-Louis | 0 | 1 | 0 | 0 | 2 | 0 | 0 | 2 | 0 | 5 | 10 | 3 |
| Lanceurs partants : NYM : Al Leiter STL : Rick Ankiel Vic. : Turk Wendell (1-0) Déf. : Mike Timlin (0-1) Sauv. : Armando Benítez (1) HRs : NYM : Mike Piazza (1) |   |   |   |   |   |   |   |   |   |   |    |   |

### Match 3
Samedi 14 octobre 2000 au Shea Stadium, New York, New York.
| Cardinals de Saint-Louis                                                                            | 2 | 0 | 2 | 1 | 3 | 0 | 0 | 0 | 0 | 8 | 14 | 0 |
| Mets de New York                                                                                    | 1 | 0 | 0 | 1 | 0 | 0 | 0 | 0 | 0 | 2 | 7  | 1 |
| Lanceurs partants : STL : Andy Benes NYM : Rick Reed Vic. : Andy Benes (1-0) Déf. : Rick Reed (0-1) |   |   |   |   |   |   |   |   |   |   |    |   |

### Match 4
Dimanche 15 octobre 2000 au Shea Stadium, New York, New York.
| Cardinals de Saint-Louis | 2 | 0 | 0 | 1 | 3 | 0 | 0 | 0 | 0 | 6  | 11 | 2 |
| Mets de New York | 4 | 3 | 0 | 1 | 0 | 2 | 0 | 0 | X | 10 | 9  | 0 |
| Lanceurs partants : STL : Darryl Kile NYM : Bobby Jones Vic. : Glendon Rusch (1-0) Déf. : Darryl Kile (0-2) HRs : STL : Jim Edmonds (1), Will Clark (1) NYM : Mike Piazza (2) |   |   |   |   |   |   |   |   |   |    |    |   |

### Match 5
Lundi 16 octobre 2000 au Shea Stadium, New York, New York.
| Cardinals de Saint-Louis                                                                                    | 0 | 0 | 0 | 0 | 0 | 0 | 0 | 0 | 0 | 0 | 3  | 2 |
| Mets de New York                                                                                            | 3 | 0 | 0 | 3 | 0 | 0 | 1 | 0 | X | 7 | 10 | 0 |
| Lanceurs partants : STL : Pat Hentgen NYM : Mike Hampton Vic. : Mike Hampton (2-0) Déf. : Pat Hentgen (0-1) |   |   |   |   |   |   |   |   |   |   |    |   |

## Joueur par excellence
Le lanceur gaucher Mike Hampton, des Mets de New York, est nommé joueur par excellence de la Série de championnat 2000 de la Ligue nationale de baseball. Il lance 16 manches contre Saint-Louis sans accorder un seul point et est le lanceur de décision dans deux victoires des Mets.